# Bodypacking

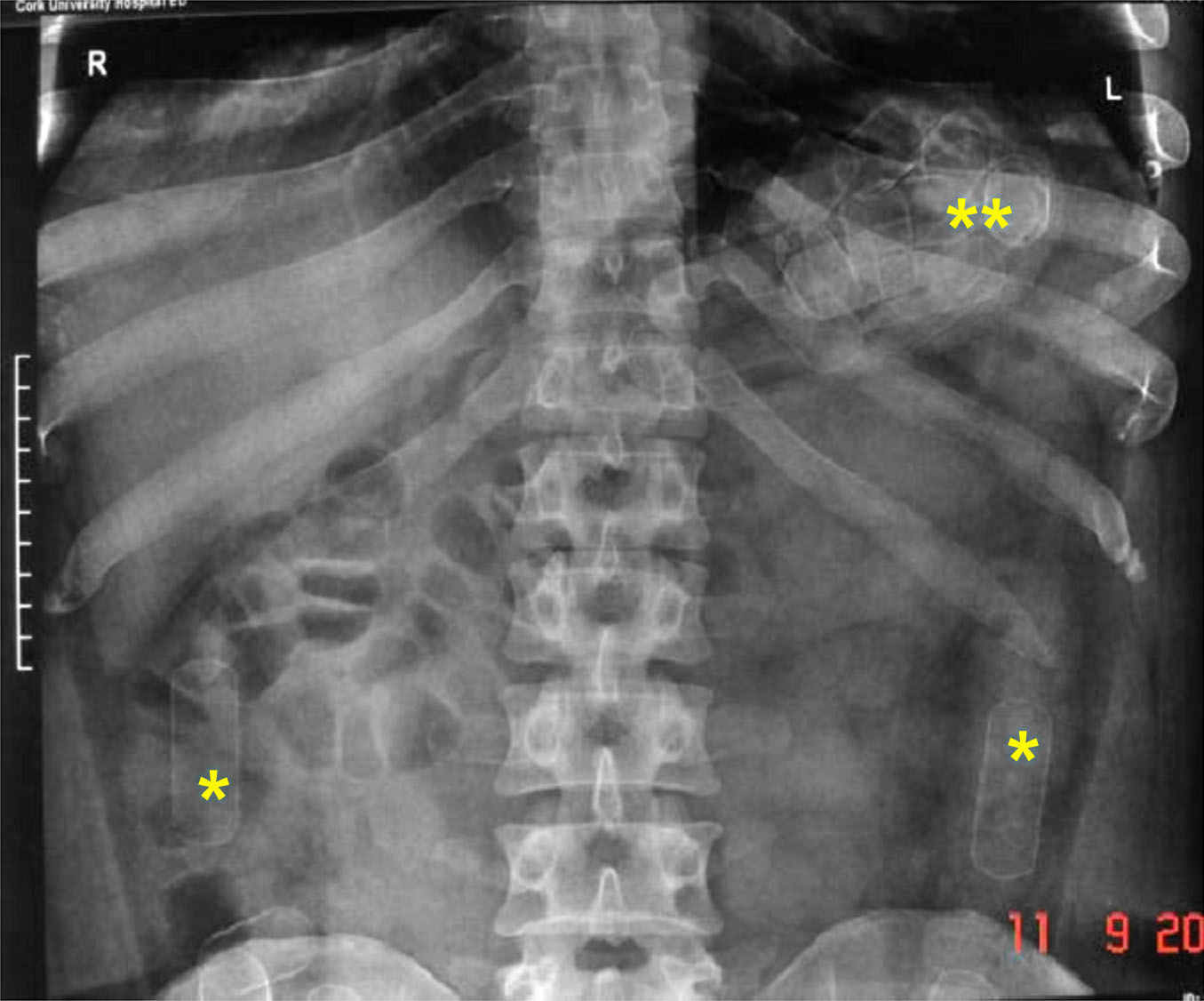
Röntgenaufnahme des Bauchraums eines Drogenkuriers mit mehreren verschluckten Kapseln

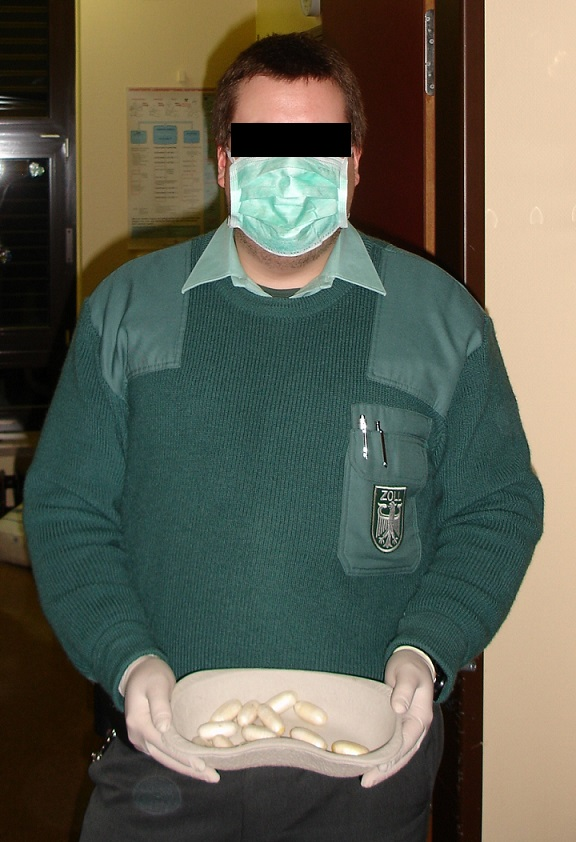
Deutscher Zollbeamter mit sichergestellten Kokain-Drogenbehältnissen (sogenannte Bodypacks)

Als Bodypacking wird das Verschlucken von Drogen zum Zweck des Transportes bezeichnet. Bodypushing beschreibt das Einbringen der Behälter in Körperöffnungen, vor allem im Ausscheidungstrakt (Rektum, Colostoma) und in der Vagina. Die Drogen werden dabei in speichel- und magensäureresistente Beutel (meist Kunststoff, häufig Kondome) verpackt.

## Medizinische Aspekte
Es besteht ein großes Risiko für das Leben des Bodypackers, wenn eines der Päckchen platzt. Dabei können die giftigen Wirkstoffe der Droge austreten und über die Schleimhäute aufgenommen werden. Der Nachweis der Päckchen geschieht durch eine Röntgenübersichtsaufnahme des Bauchraums und durch Sonografie. In Sonderfällen ist eine endoskopische Bergung möglich. Ein operativer Eingriff, um die Container zu entfernen (Laparotomie), wird bei gerissenen Behältern durchgeführt sowie dann, wenn die Chance des Zerreißens als groß eingeschätzt wird.

## Strafverfolgungstechnische Aspekte
Zur Sicherstellung der verschluckten Drogen (zur späteren Verwendung als Beweismittel gegen den Beschuldigten) wird beim Beschuldigten entweder der Brechmitteleinsatz oder die Kontrolle der Ausscheidungen (die durch Abführmittel beschleunigt werden kann) vorgenommen. Die Ausscheidungskontrolle kann an der Dauer der notwendigen Freiheitsentziehung des Beschuldigten scheitern, wenn keine Untersuchungshaft angeordnet wird. Als einzige Maßnahme bleibt dann nur der Einsatz von Brechmitteln (Emetika), die sehr umstritten ist (Verletzung der Menschenwürde, Verstoß gegen das Verhältnismäßigkeits- und Nemo-tenetur-Prinzip).

### Deutschland
Brechmitteleinsätze wurden in Deutschland auf § 81a StPO gestützt. Mit einer Entscheidung des Europäischen Gerichtshofs für Menschenrechte vom 11. Juli 2006 sind solche Maßnahmen für unvereinbar mit der Europäischen Menschenrechtskonvention erklärt worden. Bei etwa 65 % der in Hamburg durchgeführten Brechmitteleinsätze (272 Einsätze von August 2001 bis Juli 2003) konnten damit Drogen sichergestellt werden. Aus Bremen (Laye-Alama Condé) und Hamburg (Achidi John) sind Todesfälle im Zusammenhang mit dem Brechmitteleinsatz bekannt geworden.